# Olympische Sommerspiele 2008/Teilnehmer (Schweden)
| Gelbes Symbol für Goldmedaillen mit stilisierten Olympischen Ringen | Graues Symbol für Silbermedaillen mit stilisierten Olympischen Ringen | Braundes Symbol für Bronzemedaillen mit stilisierten Olympischen Ringen |
| ------------------------------------------------------------------- | --------------------------------------------------------------------- | ----------------------------------------------------------------------- |
| —                                                                   | 4                                                                     | 1                                                                       |

Schweden nahm 2008 in Peking zum 25. Mal an Olympischen Sommerspielen teil. Es gingen 123 Athleten (50 Männer und 73 Frauen) in 81 Wettbewerben in 20 Sportarten ins Rennen. Fahnenträger bei der Eröffnungsfeier war der Leichtathlet Christian Olsson. Bei der Schlussfeier trug der Tischtennisspieler Jörgen Persson die Schwedische Fahne.

## Bogenschießen
| Athlet           | Wettkampf     | Runde                | Gegner                   | Punkte  | Rang          |
| ---------------- | ------------- | -------------------- | ------------------------ | ------- | ------------- |
| Magnus Petersson | Männer Einzel | Vorrunde             |                          | 646     | 49.           |
| Magnus Petersson | Männer Einzel | Runde der letzten 64 | Crispin Duenas ( Kanada) | 108:108 | weiter        |
| Magnus Petersson | Männer Einzel | Runde der letzten 32 | Maksim Kunda ( Belarus)  | 110:112 | ausgeschieden |

## Badminton
Frauen
- Sara Persson

## Boxen
Männer
- Naim Terbunja
- Kennedy Katende

## Fechten
Frauen
- Emma Samuelsson
Degen, Einzel: 8. Platz

## Fußball
Frauen
- Tor
1 Hedvig Lindahl
12 Caroline Jönsson
- Abwehr
2 Karolina Westberg
3 Stina Segerström
4 Anna Paulson
6 Sara Thunebro
7 Sara Larsson
13 Frida Östberg
17 Charlotte Rohlin
- Mittelfeld
5 Caroline Seger
10 Johanna Almgren
14 Josefine Öqvist
15 Therese Sjögran
16 Linda Forsberg
18 Nilla Fischer
19 Johanna Almgren (Reserve)
20 Lisa Dahlkvist (Reserve)
- Sturm
8 Lotta Schelin
9 Jessica Landström
11 Victoria Svensson
21 Madelaine Edlund (Reserve)
- Trainer
Thomas Dennerby
- Ergebnisse
Vorrunde
 Volksrepublik China: 1:2[2]
 Argentinien: 1:0[3]
 Kanada: 2:1[4]
Viertelfinale
 Deutschland: 0:2[5]

## Handball
Frauen
- 8. Platz

Jessica Enström
Therese Islas Helgesson
Johanna Wiberg
Linnea Torstenson
Therese Bengtsson
Madeleine Grundström
Isabelle Gulldén
Frida Toveby
Sara Eriksson
Annika Wiel Fredén
Teresa Utkovic
Tina Flognman
Matilda Boson
Sara Holmgren
Johanna Ahlm
- Trainer
Ulf Schefvert

## Kanu
Frauen
- Sofia Paldanius

Männer
- Anders Gustafsson
- Markus Oscarsson

## Leichtathletik
Männer
- Magnus Arvidsson
- Niklas Arrhenius
- Jesper Fritz
- Stefan Holm
- Alhaji Jeng
- Mustafa Mohamed
- Linus Thörnblad
- Johan Wissman

Frauen
- Emma Green
- Susanna Kallur
- Carolina Klüft
- Anna Söderberg

## Radsport
Männer
- Gustav Larsson, Zeitfahren (Silber )
- Fredrik Kessiakoff
- Emil Lindgren
- Marcus Ljungqvist
- Thomas Löfkvist

Frauen
- Emma Johansson, Rundfahrt (Silber )
- Susanne Ljungskog
- Sara Mustonen

## Reiten
- Dag Albert
- Linda Algotsson
- Rolf-Göran Bengtsson, Springreiten (Silber )
- Jan Brink
- Viktoria Carlerbäck
- Peter Eriksson
- Magnus Gällerdal
- Patrik Kittel
- Helena Lundbäck
- Katrin Norling
- Lotta Schultz
- Tinne Vilhelmson Silfvén

## Ringen
Männer
- Ara Abrahamian, griechisch-römischer Stil bis 84 kg (Bronzemedaille, wurde aber nachträglich disqualifiziert)
- Jalmar Sjöberg

Frauen
- Jenny Fransson
- Ida-Theres Nerell
- Sofia Mattsson

## Rudern
- Lassi Karonen
Männer, Einer

- Frida Svensson
Frauen, Einer

## Schießen
- Nathalie Larsson
Frauen, Skeet

- Håkan Dahlby
Männer, Doppeltrap

## Schwimmen
Frauen
- Therese Alshammar
- Eva Berglund
- Gabriella Fagundez
- Petra Granlund
- Claire Hedenskog
- Joline Höstman
- Anna-Karin Kammerling
- Josefin Lillhage
- Ida Marko-Varga
- Sarah Sjöström
- Hanna Westrin

Männer
- Jonas Andersson
- Lars Frölander
- Stefan Nystrand
- Jonas Persson
- Simon Sjödin
- Petter Stymne
- Christoffer Wikström

## Segeln
- Star Klasse (Bronze )
Anders Ekström
Fredrik Lööf

- Laser
Rasmus Myrgren

- Laser Radial
Karin Söderström

- Finn-Dinghy
Daniel Birgmark

- 470er Männer
Anton Dahlberg
Sebastian Östling

- 470er Frauen
Therese Torgersson
Vendela Santén

- 49er
Jonas Lindberg
Karl Torlén

## Taekwondo
- Lisa Nordén
Frauen, Einzel

## Tennis
Männer
- Simon Aspelin
- Doppel Männer, (Silber )
- Jonas Björkman
- Thomas Johansson
- Doppel Männer, (Silber )
- Robin Söderling

Frauen
- Sofia Arvidsson

## Tischtennis
Männer
- Pär Gerell
- Jens Lundqvist
- Jörgen Persson

## Triathlon
Frauen
- Karolina Kedzierska
- Hanna Zajc

## Wasserspringen
- Anna Lindberg
Frauen, Kunstspringen 3 m

- Elina Eggers
Frauen, Turmspringen 10 m